# Septuaginta zagulajevi
Septuaginta zagulajevi är en fjärilsart som beskrevs av Petr Ya. Ustjuzhanin 1996. Septuaginta zagulajevi ingår i släktet Septuaginta och familjen fjädermott. Inga underarter finns listade i Catalogue of Life.